# Zemleanka, Konotop
Zemleanka (în ucraineană Землянка) este o comună în raionul Konotop, regiunea Sumî, Ucraina, formată numai din satul de reședință.

## Demografie
Componența lingvistică a comunei Zemleanka
     Ucraineană (98,61%)
     Rusă (1,39%)
Conform recensământului din 2001, majoritatea populației comunei Zemleanka era vorbitoare de ucraineană (98,61%), existând în minoritate și vorbitori de rusă (1,39%).